# Verreries-de-Moussans
Verreries-de-Moussans är en kommun i departementet Hérault i regionen Occitanien i södra Frankrike. Kommunen ligger i kantonen Saint-Pons-de-Thomières som tillhör arrondissementet Béziers. År 2022 hade Verreries-de-Moussans 88 invånare.

## Befolkningsutveckling
Antalet invånare i kommunen Verreries-de-Moussans
Referens:INSEE